# ستوكهولم (فلم 2013)
ستوكهولم هو فيلم دراما رومانسي إسباني من إخراج رودريجو سوروجوين وبطولة خافيير بيريرا، أورا جاريدو، خيسوس كابا، صدر الفيلم في إسبانيا في 8 نوفمبر 2013، ترشح الفيلم ل 3 جوائز جويا.

## وصلات خارجية
- مقالات تستعمل روابط فنية بلا صلة مع ويكي بيانات